# Boise County
Boise County är ett administrativt område i delstaten Idaho, USA, med 7 028 invånare (2010). Den administrativa huvudorten (county seat) är Idaho City. 

## Geografi
Enligt United States Census Bureau så har countyt en total area på 4 938 km². 4 927 km² av den arean är land och 11 km² är vatten. 

### Angränsande countyn
- Valley County - nord
- Custer County - öst
- Elmore County - syd
- Ada County - sydväst
- Gem County - nordväst